# Киричек, Григорий Иванович
Григорий Иванович Киричек (26 июня 1936, Оленовка, Днепропетровская область — 29 декабря 2005, Оленовка, Днепропетровская область) — передовик советского сельского хозяйства, звеньевой колхоза «За мир» Магдалиновского района Днепропетровской области, Герой Социалистического Труда (1977).

## Биография
Родился в 1936 году в селе Оленовка Магдалиновского района Днепропетровской области в семье колхозников. Отец и мать были одними из первых в колхозе, кто стал работать на тракторе. Отец погиб на фронте. Григорий окончил семь классов средней школы в родном селе, а затем 11 классов в районной заочной школе сельской молодёжи. Поступил в ремесленное училище в Днепропетровске и по завершении обучения получил специальность штукатур. С 1953 года работал штукатуром, а затем слесарем в городе Жёлтые Воды. С 1955 года — проходчик на шахте.
Призван в ряды Советской армии, однако спустя два года комиссован по причине травмы руки. Некоторое время работал в шахте, но затем вернулся в родное село.
Работал в колхозе слесарем, прицепщиком, освоил специальность тракториста. Был назначен бригадиром тракторной бригады. В 1965 году возглавил механизированное звено колхоза «За мир» по выращиванию пропашных культур. С каждым годом звено достигало высоких производственных показателей. В 1976 году звено сумело вырастить по 67 центнеров с гектара кукурузы, а в 1977 году — 60,1 центнер.
Указом Президиума Верховного Совета СССР от 22 декабря 1977 года за получение высокого урожая Григорию Ивановичу Киричеку было присвоено звание Героя Социалистического Труда с вручением ордена Ленина и медали «Серп и Молот».
Был делегатом 19-й Всесоюзной партийной конференции.
Жил в селе Оленовка. Умер 29 декабря 2005 года.

## Награды
Награждён за боевые и трудовые успехи:
- Медаль «Серп и Молот» (22.12.1977);
- трижды орден Ленина (08.04.1971, 1973, 22.12.1977);
- другие медали.